# 郑爽 (1966年)
郑爽（1966年11月18日—），辽宁沈阳人，中国女演员，现为中国电影家协会会员，其作品遍及京剧、话剧、歌舞剧、电视剧、电影等领域。曾出演多部影视剧，以古装美女形象著称。由于她是京剧刀马旦出身，有一定的武术、舞蹈功底，在螢幕上演绎了不少侠女。为区别同名年轻演员，也被称作大郑爽。

## 经历
1978年郑爽考入沈阳京剧院专攻刀马旦。1980年底啊，京剧院为适应市场要求而组建“小花轻音乐团”，她因会舞蹈成为台柱子。1984年，沈阳话剧团把她招去排演一台移植台湾同名电影的歌舞话剧《搭错车》，开始引起影坛关注。1988年在电影《游侠黑蝴蝶》中上演大银幕处女作，出演女一号黑蝴蝶，之后曾在多部影视剧中扮演角色。2004年通过《明星贺岁大反串——甲申版》时隔十多年后再度登上京剧舞台。

## 戏剧作品

### 京剧
- 《大破天门阵》 饰演 穆桂英
- 《白蛇传》 饰演 青蛇
- 《扈家庄》 饰演 扈三娘
- 《挡马》 饰演 杨八姐

### 话剧
- 《茶花女》(沈阳话剧团)

### 歌舞剧
- 1985年《搭错车》(沈阳市话剧团)

## 影视作品

### 电影作品
| 首映日期 | 片名                                 | 角色         | 导演           |
| -------- | ------------------------------------ | ------------ | -------------- |
| 1988年   | 《游侠黑蝴蝶》                       | 黑蝴蝶       | 陆建华、于中效 |
| 1988年   | 《荒学》                             | 鲍芝芳       |                |
| 1988年   | 《江湖妹子》                         | 江湖妹子     | 于忠孝         |
| 1989年   | 《上海舞女》                         | 花红艳       | 徐伟杰         |
| 1990年   | 《金元大劫案》又名《喋血红唇》       | 木鱼石       | 庄红胜         |
| 1991年   | 《天网行动》                         |              | 谢铁骊、邱中义 |
| 1992年   | 《三个女人一个梦》                   | 柠檬         | 江海洋         |
| 1993年   | 《仇恋》                             | 杜雯         | 徐伟杰         |
| 1993年   | 《陌生的爱》                         | 刘莹         | 徐伟杰         |
| 1993年   | 《跨国追杀》                         | 美真子       | 薛彦东         |
| 1994年   | 《六指琴魔》（林青霞版）             | 赫青花       | 吴勉勤         |
| 1996年   | 《马戏情未了》又名《马戏小子》       | 玛丽         | 午马           |
| 2008年   | 《幸福城里的幸福事儿之雨巷中的背影》 | 李茹         | 张仲伟         |
| 2008年   | 《别和狗较劲》                       |              | 颢然           |
| 2010年   | 《牡丹花儿开》                       | 牡丹仙子琬珠 | 魏大航         |
| 2010年   | 《看山棚》                           | 金玉婵       | 林洛萍         |

### 电视作品
| 播出年份 | 片名                             | 角色       |
| 1985年   | 《木鱼石的传说》                 | 柳叶青     |
| 1986年   | 《聊斋电视系列片》之《辛十四娘》 | 辛十四娘   |
| 1989年   | 《碟血红唇》                     | 公安人员   |
| 1990年   | 《南岳龙蛇》                     | 朱娇丽     |
| 1992年   | 《京都纪事》                     | 林媛       |
| 1995年   | 《武则天》                       | 王皇后     |
| 1995年   | 《共和国往事》                   | 柳如花     |
| 1995年   | 《布尔什维克兄弟》               | 赵曦       |
| 1996年   | 《水浒传》                       | 扈三娘     |
| 1996年   | 《张文祥刺马》                   | 周彩凤     |
| 1996年   | 《隋唐演义》                     | 尉迟贞     |
| 1997年   | 《回头是爱》                     | 杨佩珊     |
| 1997年   | 《如烟旧事》                     | 陆凤云     |
| 1997年   | 《汉武帝》                       | 栗姬娘娘   |
| 1998年   | 《非常案件》                     | 谢越       |
| 1998年   | 《姐妹》                         | 刘亚菲     |
| 1999年   | 《豁口》                         | 郁红       |
| 2004年   | 《成吉思汗》                     | 也遂妃     |
| 2000年   | 《边城落日》                     | 谭二姑     |
| 2000年   | 《張文祥刺馬》                   | 彩鳳       |
| 2000年   | 《家园》                         | 琪琪       |
| 2000年   | 《危情风暴》                     | 夏楠       |
| 2001年   | 《貂蝉》                         | 婉娥       |
| 2002年   | 《女人背后的女人》               | 乔冉冉     |
| 2003年   | 《天龙八部》                     | 余婆       |
| 2002年   | 《白色陷阱》                     | 艾丽丝     |
| 2002年   | 《乱世浮生》                     | 扈九妹     |
| 2002年   | 《群英会》                       | 凌凤       |
| 2003年   | 《皇太子秘史》                   | 长平公主   |
| 2003年   | 《欲望升级》                     | 陆燕       |
| 2004年   | 《巾帼英雄穆桂英》               | 杜金娥     |
| 2004年   | 《再大的云彩遮不住天》           | 李玉茹     |
| 2007年   | 《大旗英雄传》                   | 阴仪       |
| 2005年   | 《女子戏班》                     | 马香瑶     |
| 2007年   | 《剑行天下》                     | 花大姐     |
| 2006年   | 《金岸》                         | 桑女       |
| 2006年   | 《依靠》                         | 壮玉香     |
| 2006年   | 《大槐树》                       | 马皇后     |
| 2007年   | 《庚子风云》                     | 董曼丽     |
| 2007年   | 《女人本色》                     | 宋晓彤     |
| 2007年   | 《梦想人间》                     | 小乐妈妈   |
| 2010年   | 《吴承恩与西游记》               | 吴承嘉     |
| 2008年   | 《天涯咫尺》离散篇               | 孙璃       |
| 2009年   | 《雾都魅影》                     | 齐茹颜     |
| 2009年   | 《晚婚》                         | 李晴       |
| 2009年   | 《矿哥矿嫂的幸福生活》           | 俏俏       |
| 2010年   | 《失踪的上清寺》                 | 靓妈       |
| 2010年   | 《烽火长城》                     | 戎冠秀     |
| 2014年   | 《十二金钱镖》                   | 洪晓春     |
| 2015年   | 《特殊行动》                     | 白素娟     |
| 未播     | 《空姐日记》                     | 乘务长陈青 |
| 未播     | 《狼天啸》                       |            |
|          | 初遇在光年之外                   |            |

## 荣誉
- 《木鱼石的传说》荣获首届全国少数民族题材电视艺术“骏马奖”三等奖
- 代表沈阳话剧团参加辽宁沈阳艺术节主演《茶花女》荣获个人表演奖
- 歌舞剧《搭错车》在全国演出1025场，观众178万，获文化部个人奖(1985年)[3]
- 电影《上海舞女》饰花红艳 获第13届百花奖最佳女配角提名(1988年)
- 电影《江湖妹子》饰江湖妹子获第13届百花奖最佳女主角提名，长影小百花奖(1988年)
- 电影《仇恋》饰杜雯获得第17届电影百花奖最佳女主角提名(1993年)
- 参加“东方卫视”举办的《非常有戏》荣获全国十佳荣誉(2007年)

## 其他
1991年，有一位沈阳人因希望新生女儿也像郑爽一样成为优秀的演员，也为女儿起名郑爽。此郑爽后来也果然成为演员，故一般以大小郑爽的称呼区分。因小郑爽的人气后来居上，原本聚集了大郑爽影迷的郑爽贴吧被小郑爽的影迷所占领，大郑爽影迷只能另外建立大郑爽贴吧。
2021年小郑爽因代孕、逃税卷入巨大争议乃至最终遭到封杀期间，大郑爽也受到无辜波及，遭到认错人的网民谩骂，微博超话被关闭，作品被下架，虽然后来都得到恢复，但在一些视频和影视网站上仍无法通过完整姓名搜索到她的作品。